# ジェフ・ヘンドリック
ジェフ・ヘンドリック（Jeff Hendrick, 1992年1月31日 - ）は、アイルランド・ダブリン出身のサッカー選手。シェフィールド・ウェンズデイFC所属。アイルランド代表。ポジションはミッドフィールダー。

## 経歴

### ダービー・カウンティ
2008年からダービーのユースに所属しており、2010年7月8日にトップチームに昇格した。2010年5月2日にカーディフ・シティFC戦でトップチーム初ベンチ入り。2011年8月23日のバーンリーFC戦でプロデビューを飾った。同シーズンはダービーの若手選手賞を獲得。
2012-13シーズンはスタメンに名を連ねるも、17試合で1得点と不振に陥りポジションも失った。しかし12月中旬にクレイグ・ブライソンが負傷したことでレギュラーに返り咲き、その後は調子を上げていった。チームメイトのケヴィン・キルバーンからはプレミアリーグでやっていける素質があると言わしめられ、ダービーの年間最優秀選手賞にも輝いた。
2013-14シーズンはダービーの3位浮上に貢献し、プレミアリーグ昇格プレーオフに進出するが決勝でクイーンズ・パーク・レンジャーズFCに敗れ、昇格はかなわなかった。翌シーズンは自身最多の47試合に出場し9得点を挙げた。
2015-16シーズンは年間順位を5位で終え2年ぶりのプレーオフに進出。準決勝ハル・シティFC戦の第1レグでは出場機会がなかったが、第2レグはスタメン起用される。しかし3-2で敗れたため再び昇格の夢は消え去った。
結果としてダービーに7年間所属し、196試合に出場するが、チームのプレミアリーグ昇格を助けることはできなかった。

### バーンリー
2016年8月31日、新たにプレミアリーグに昇格したバーンリーFCに3年契約で移籍した。9月17日のレスター・シティFC戦でプレミアデビューを果たし、フル出場したが3-0で敗れた。バーンリーでの2得点目は2016年12月10日のAFCボーンマス戦で、ゴールから25ヤードの場所からシュートを放ち、チームも3-2の勝利を飾った。

### ニューカッスル・ユナイテッド
2020年8月24日、ニューカッスル・ユナイテッドFCと4年契約を締結した。
2022年2月1日、クイーンズ・パーク・レンジャーズFCへレンタル移籍。
2022年7月12日、レディングFCへレンタル移籍。

## 代表歴
年代別のユース代表に選ばれ、2013年1月にはA代表に選出された。6月12日のスペイン代表との試合で初出場を記録。UEFA EURO 2016のメンバーにも選ばれた。2016年9月5日のセルビア代表戦において、初得点を記録した。